# 385 a.C.
Il 385 a.C. (CCCLXXXV a.C. in numeri romani) è un anno  del IV secolo a.C.

## Eventi
- Dionisio tiranno di Siracusa fonda alcune colonie sul mare Adriatico per motivi commerciali, ma anche per liberarsi dei suoi oppositori politici, che avrebbero potuto nelle nuove città stabilire un regime democratico: sulla sponda italiana sorsero così Ancona ed Adria.
- Roma
  - Tribuni consolari Aulo Manlio Capitolino, Lucio Valerio Publicola, Lucio Verginio Tricosto, Publio Cornelio, Lucio Emilio Mamercino e Lucio Postumio Albino Regillense
  - Dittatore Aulo Cornelio Cosso

## Nati
- Eraclide Pontico, filosofo e astronomo greco antico
- Mazeo, satrapo persiano († 328 a.C.)
- Mentore di Rodi, mercenario greco antico († 340 a.C.)
- Shen Buhai, medico cinese († 337 a.C.)

## Morti
- Aristofane, commediografo greco (n. 448 a.C.) (anno incerto, alternativa il 380 a.C.)